# Az embervadász (film, 1986)
Az embervadász (eredeti cím: Manhunter) 1986-ban bemutatott amerikai filmthriller, melyet Michael Mann írt és rendezett. A film alapjául Thomas Harris 1981-ben megjelent Vörös sárkány című regénye szolgált. Ez volt az első film, melyben a Hannibál-könyvek főszereplője, Hannibal Lecter feltűnt. A főbb szerepekben William Petersen, Tom Noonan, Dennis Farina és Brian Cox látható.
Az Amerikai Egyesült Államokban 1986. augusztus 15-én bemutatott film vegyes kritikákat kapott és bevételi téren megbukott. Ennek ellenére a későbbi kritikák elismerően nyilatkoztak a színészi alakításokról és dicsérték a film stilizált vizuális stílusát. Az embervadászt az évek során többen a kultuszfilmek közé sorolták. Nagy hatást gyakorolt olyan későbbi, bűnügyi nyomozásokat bemutató sorozatokra, mint a CSI: A helyszínelők, a Pszichozsaru vagy a Millennium.
2002-ben jelent meg A vörös sárkány című film Brett Ratner rendezésében, Edward Norton (Graham), Ralph Fiennes (Dolarhyde) és Anthony Hopkins (Lecter) főszereplésével, mely Harris regényének ismertebb, valamint kritikailag és pénzügyileg is sikeresebb filmadaptációja lett.

## Rövid történet
Will Graham visszavonult FBI-ügynök egy Fogtündér gúnynévre hallgató sorozatgyilkos után nyomoz. Ennek érdekében régi ellenségéhez, az általa börtönbe juttatott egykori pszichiáterhez, a szintén sorozatgyilkos Dr. Hannibal Lecktorhoz fordul segítségért.

## Cselekmény
Will Graham az FBI egykori bűnügyi profilozója, aki a rátámadó kannibál sorozatgyilkos Dr. Hannibal Lecktor elfogása után idegösszeroppanást kapott és visszavonult munkájától. Floridai otthonában felkeresi korábbi felettese, Jack Crawford és arra kéri, segítsen egy új, sorozatgyilkossággal kapcsolatos ügy felderítésében. Megígérve feleségének, hogy a nyomozás során csupán a bizonyítékok vizsgálatával foglalkozik majd és nem lesz közvetlen életveszélyben, Graham elvállalja a munkát és Atlantába utazik. Graham megpróbál az áldozatait összeharapdáló és ezért a rendőrség által Fogtündér (vagy Csorbafogú) gúnynevet viselő sorozatgyilkos fejével gondolkodni és rájönni annak motivációira.
A gyilkos ujjlenyomataira rábukkanó Graham találkozik Crawforddal és az általa megvetett bulvárújságíróval, Freddy Loundsszal is. A nyomozó meglátogatja a börtönben lévő egykori pszichiátert, Lecktort és megkísérel információkat szerezni tőle a sorozatgyilkos indítékairól. Egy feszült párbeszéd után Lecktor hajlandó átnézni az ügy aktáit, később pedig telefonon keresztül megszerzi Graham otthoni lakcímét.
Graham az alabamai Birminghambe, az első gyilkosságok helyszínére utazik. Crawford értesíti, hogy Frederick Chilton, Lecktor börtönének igazgatója egy jegyzetet talált Lecktor személyes tárgyai között, melyet maga a Fogtündér írt. A jegyzet alapos elemzése után rájönnek, hogy a két sorozatgyilkos a Loundsot is alkalmazó National Tattler című újság apróhirdetésein keresztül kommunikál egymással.
Az FBI egy hamis hirdetést akar kreálni Lecktor hirdetése helyett. Graham találkozik Loundsszal, a nyilvánosság előtt egy hamis és megalázó pszichológiai elemzést felállítva a Fogtündérről, melyet Lounds lapjában közölnek le, céljuk a Fogtündér felingerlése. Az FBI terve kudarcba fullad, majd a Fogtündér elrabolja Loundsot, arra kényszeríti, hogy diktafonon beismerő vallomást tegyen és figyelmeztetésképpen a kerekesszékhez kötözött férfit felgyújtva a National Tattler parkolójába gurítja.
Lecktor titkos üzenetét megfejtve az FBI rájön, hogy az Graham lakcímét tartalmazza, ezért Graham családját egy védett házba viszik. Graham elmeséli fiának, Kevinnek, miért vonult vissza korábban az FBI-tól és került egy időre a pszichiátriára.
Egy filmelőhívással foglalkozó cég alkalmazottja, Francis Dollarhyde – aki nem más, mint a Fogtündér – megismerkedik vak kolléganőjével, Reba McClane-nel és hamarosan szexuális viszonyba kezdenek. Graham eközben rájön, hogy a Fogtündér tettei mögött az elfogadás iránti vágy lakozik. Dollarhyde tanúja lesz, ahogyan Rebát egy férfi munkatársuk hazakíséri, ezért a sorozatgyilkos féltékenységében megöli vetélytársát és elrabolja a nőt.
A meggyilkolt család között összefüggést keresve Graham kideríti, hogy a gyilkosnak valamilyen módon látnia kellett azok családi videóit, mert később céltudatosan a felvételeken látott biztonsági zárakhoz vitt szerszámokat. Graham és Crawford azonosítja a filmeket kidolgozó céget és az alkalmazottakat átvilágítva Dollarhyde-ra terelődik a gyanú. Rendőri kísérettel Dollarhyde házához sietnek, aki épp egy üvegszilánkkal akar végezni túszával. Graham az ablakot betörve hatol az épületbe, Dollarhyde azonban felülkerekedik rajta és agyonlő két rendőrt. Grahamnek végül sikerül lelőnie a sorozatgyilkost. Grahamet, Rebát és Crawfordot ellátják a kiérkező mentősök, majd a nyomozó hazatér családjához.

## Szereplők
| Szerep               | Színész          | Magyar hang        | Magyar hang        |
| Szerep               | Színész          | 1. változat (1988) | 2. változat (2005) |
| -------------------- | ---------------- | ------------------ | ------------------ |
| Will Graham          | William Petersen | Sörös Sándor       | Forgács Péter      |
| Francis Dollarhyde   | Tom Noonan       | Versényi László    | Tóth Sándor        |
| Jack Crawford        | Dennis Farina    | Szokolay Ottó      | Szersén Gyula      |
| Molly Graham         | Kim Greist       | Farkas Zsuzsa      | Németh Kriszta     |
| Dr. Hannibal Lecktor | Brian Cox        | Vass Gábor         | Szatmári Attila    |
| Reba McClane         | Joan Allen       | Szabó Éva          | Vándor Éva         |
| Freddy Lounds        | Stephen Lang     | Kalocsay Miklós    | Breyer Zoltán      |

## Fordítás
- Ez a szócikk részben vagy egészben  a   Manhunter (film) című angol Wikipédia-szócikk fordításán alapul.  Az eredeti cikk szerkesztőit annak laptörténete sorolja fel. Ez a jelzés csupán a megfogalmazás eredetét és a szerzői jogokat jelzi, nem szolgál a cikkben szereplő információk forrásmegjelöléseként.